# 傑斯珀·布羅丁
傑斯珀·布羅丁（瑞典語：Jesper Brodin，1968年11月9日—）是一名瑞典企業家，現任英格卡控股執行長。在宜家家居工作期間，布羅丁擔任過許多不同的職務，包括英格瓦·坎普拉的助理、廚房和餐飲業務區域經理以及宜家家居集團範圍與供應部總經理。

## 早年生活和教育
布羅丁於1968年11月9日出生於瑞典哥德堡，1994年畢業於查爾摩斯理工大學，取得工業工程碩士學位。

## 職業生涯
布羅丁在英格卡集團擔任過多個職位。1995年，布羅丁加入宜家家居，擔任公司在巴基斯坦的採購經理。繼巴基斯坦之後，他於1997年成為東南亞地區的範圍與供應經理。1999年，布羅丁擔任英格瓦·坎普拉和安德斯·達爾維格的助理。2008年，布羅丁前往中國擔任區域採購經理。2011年，他回到瑞典，擔任瑞典宜家家居供應鏈經理，並於2013年成為宜家家居範圍與供應執行長。2017年9月，布羅丁接替彼得·阿格內菲亞爾（Peter Agnefjäll）擔任英格卡集團執行長。

## 氣候倡導
2019年，布羅丁加入非營利組織B團隊，該組織倡導全球商業實踐中的生態永續性和人道主義。他也是世界經濟論壇執行長氣候領袖聯盟（World Economic ForumAlliance of CEO Climate Leaders）的主席，該聯盟是一個由具有環保意識的企業管理者組成的委員會。

## 個人生活
布羅丁住在瑞典赫爾辛堡。他已婚，有三個孩子，業餘時間喜歡航海和音樂。